# Ernst Heinrich von Baumbach
Ernst Heinrich von Baumbach (* 27. Dezember 1671 in Kirchheim (Hessen); † 4. August 1728 ebenda) war landgräflich-hessischer Generalleutnant.

## Leben

### Herkunft und Familie
Ernst Heinrich von Baumbach kam aus der Tannenberger Linie der Familie von Baumbach, die 1246 erstmals urkundlich erwähnt wird und aus der zahlreiche Persönlichkeiten der hessischen Geschichte, insbesondere Militärpersonen, hervorgegangen sind. Sie gehört zu den angesehensten und am meisten verbreiteten Adelsfamilien Hessens, stammt ursprünglich aus dem Dorf Baumbach bei Rotenburg an der Fulda und nahm im 14. Jahrhundert die Burg Tannenberg als ihren Stammsitz
Er wurde als Sohn des Generalmajors Heinrich II. zu Kirchheim, der 1644 geboren wurde und am 29. Juli 1691 bei einem Duell ums Leben kam, auf dem Baumbachschen Schloss (erbaut 1588)  geboren. Seine Mutter war Elisabeth von Boyneburg-Honstein. Er wuchs mit seinen Brüdern Carl (* 1675), Ludwig (* 1676) und Johann Rudolf (* 1686) auf.
Er war verheiratet mit Johanna Friederika von Neipperg (1685–1715, Tochter des Eberhard Friedrich von Neipperg und der Margarethe Lucretia von Hornberg (1658–1686)). Die Ehe blieb kinderlos.

### Wirken
Ernst Heinrich entschied sich wie sein Vater für eine militärische Laufbahn unter dem Landgrafen Karl in der Armee Hessen-Kassels und kam in das Leibregiment zu Pferde, wo er Obrist war. Als Generallieutenant führte er ein Kavallerie-Regiment. Am 12. August 1720 war er Generalmajor.